# Tiziano Tessitori

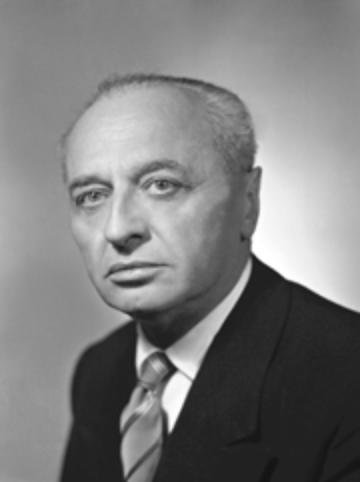
Tiziano Tessitori

Tiziano Tessitori (* 13. Januar 1895 in Sedegliano, Provinz Udine; † 19. April 1973) war ein italienischer Politiker der Democrazia Cristiana (DC), der zwischen 1946 und 1948 Mitglied der Verfassunggebenden Versammlung (Assemblea Costituente) sowie von 1948 bis 1972 Mitglied des Senats (Senato della Repubblica) war. Daneben bekleidete er zeitweise verschiedene Ministerämter.

## Leben
Tessitori absolvierte nach dem Schulbesuch ein Studium der Rechtswissenschaften und war danach als Rechtsanwalt tätig. Nach dem Ende des Zweiten Weltkrieges wurde er bei den ersten Wahlen am 2. Juni 1946 für die DC im Wahlkreis XI Udine zum Mitglied der Verfassunggebenden Versammlung (Assemblea Costituente)gewählt, der er bis zum 31. Januar 1948 angehörte. Während dieser Zeit war er Mitglied des Wahlausschusses.
Bei den Wahlen vom 18. April 1948 wurde Tessitori erstmals zum Mitglied des Senats (Senato della Repubblica) gewählt und vertrat in diesem bis zum 24. Mai 1972 die Interessen der Region Friaul-Julisch Venetien. Während dieser ersten Legislaturperiode war er zwischen Juni 1948 und Juni 1953 Mitglied des Ständigen Senatsausschusses für Auswärtiges und Kolonien sowie von Januar 1949 bis Dezember 1951 Mitglied des Vorstandes der DC-Fraktion.
Ministerpräsident Alcide De Gasperi berief ihn am 19. April 1951 in dessen sechstem Kabinett erstmals in ein Regierungsamt, und zwar zum Unterstaatssekretär im Schatzministerium (Sottosegretario di Stato per il Tesoro). Dieses Amt bekleidete er auch im siebten Kabinett De Gasperi, wobei er in diesem Kabinett vom 27. Juli 1951 bis zum 15. Juli 1953 in dieser Funktion insbesondere für Kriegsrenten zuständig war.
Im achten Kabinett De Gasperi Kabinett Pella, ersten Kabinett Fanfani, Kabinett Scelba sowie im ersten Kabinett Segni bekleidete Tessitori vom 19. Juli 1953 bis zum 18. Mai 1957 die Funktion des Hochkommissars für Hygiene und öffentliche Gesundheit (Alto Commissario per l’Igiene e la Sanità pubblica) und war damit praktisch Gesundheitsminister dieser Regierungen. Während der dritten Legislaturperiode war er von Mai bis Juli 1960 kurzzeitig Vorsitzender des Wahlausschusses des Senats sowie im Anschluss vom 26. Juli 1960 bis zum 20. Februar 1962 Minister ohne Geschäftsbereich für die Reform der öffentlichen Verwaltung (Ministro senza portafoglio per la riforma della pubblica amministrazione) im dritten Kabinett Fanfani.
Zuletzt war Tessitori in der fünften Legislaturperiode im Juni 1968 abermals Vorsitzender des Wahlausschusses des Senats, ehe er zwischen dem 24. Juni und dem 11. Dezember 1968 im zweiten Kabinett Leone erneut das Amt eines Ministers ohne Geschäftsbereich für die Reform der öffentlichen Verwaltung ausübte.